# Rempart gallo-romain d'Évreux
Le rempart gallo-romain d'Évreux est une enceinte protégeant une partie de la ville d'Évreux dans le département de l’Eure, en région Normandie.
Il est construit entre la fin du IIIe et le milieu du IVe siècle, dans un contexte de difficultés militaires au sein de l'Empire romain. Long de 1 145 m, le rempart forme un quadrilatère d'environ neuf hectares délimitant l'enceinte gallo-romaine d’Évreux, alors chef-lieu le la civitas des Aulerques Éburovices, sous le nom de Mediolanum Aulercorum.
Encore largement visible, notamment sur ses faces méridionale et occidentale, ses différentes parties sont classées (1941, 1984) ou inscrites (1996) au titre des monuments historiques.

## Localisation

Plan des remparts.

Les vestiges du rempart gallo-romain sont situés dans le centre historique de la ville d'Évreux, dans le département français de l'Eure.
Le rempart est assez bien connu : plusieurs tronçons ont fait l'objet de fouilles archéologiques dès le XIXe siècle, d'autres sont largement visibles dans le paysage urbain, soit utilisés comme base pour d'autres constructions, soit simplement restés à l'air libre depuis la fin de l'Antiquité. Il a la forme d'un quadrilatère irrégulier dont le grand axe est orienté N-N-O ― S-S-E.
Une partie de ce mur est visible au pied de la cathédrale le long de l'Iton. L'autre partie constitue un des murs du sous-sol du musée situé de l'autre côté.
Le rempart peut se décrire comme entourant « la cité » : à la pointe Sud, le rempart suit la fosse et le ruisseau de l'Espringale, jusqu'à la tour du même nom (à l'angle de l'allée des Soupirs et du boulevard Chambaudoin) avant de monter vers le nord le long de l'allée des Soupirs jusqu'au château (hôtel de ville) et sa cour (place de la Mairie), ceinturée de remparts. La fortification mène à la porte de Rouen, située à l'intersection de la rue de Horloge et de l'Iton, au niveau de la tour de l'Horloge, puis longe le cours de la rivière (la promenade de l'Iton) pour redescendre à la porte de Notre-Dame (rue de l'Évêché, au niveau du passage de l'Iton), proche de la cathédrale et contourne les bâtiments de l’évêché — grenier (détruit) et palais épiscopal (actuel musée) — au niveau du miroir d'eau. Le parement extérieur de la courtine (réfection datant des années 1950), dans l'angle sud-ouest de l'enceinte, s'effondre partiellement le 21 avril 2021.
La trame viaire d'Évreux sous le Haut-Empire est mal connue, mais l'angle sud-ouest de l'enceinte reprend le tracé de deux rues antiques qui se croisaient à angle droit à cet emplacement.

Localisation du mur d'enceinte, le long de la promenade de l'Iton.
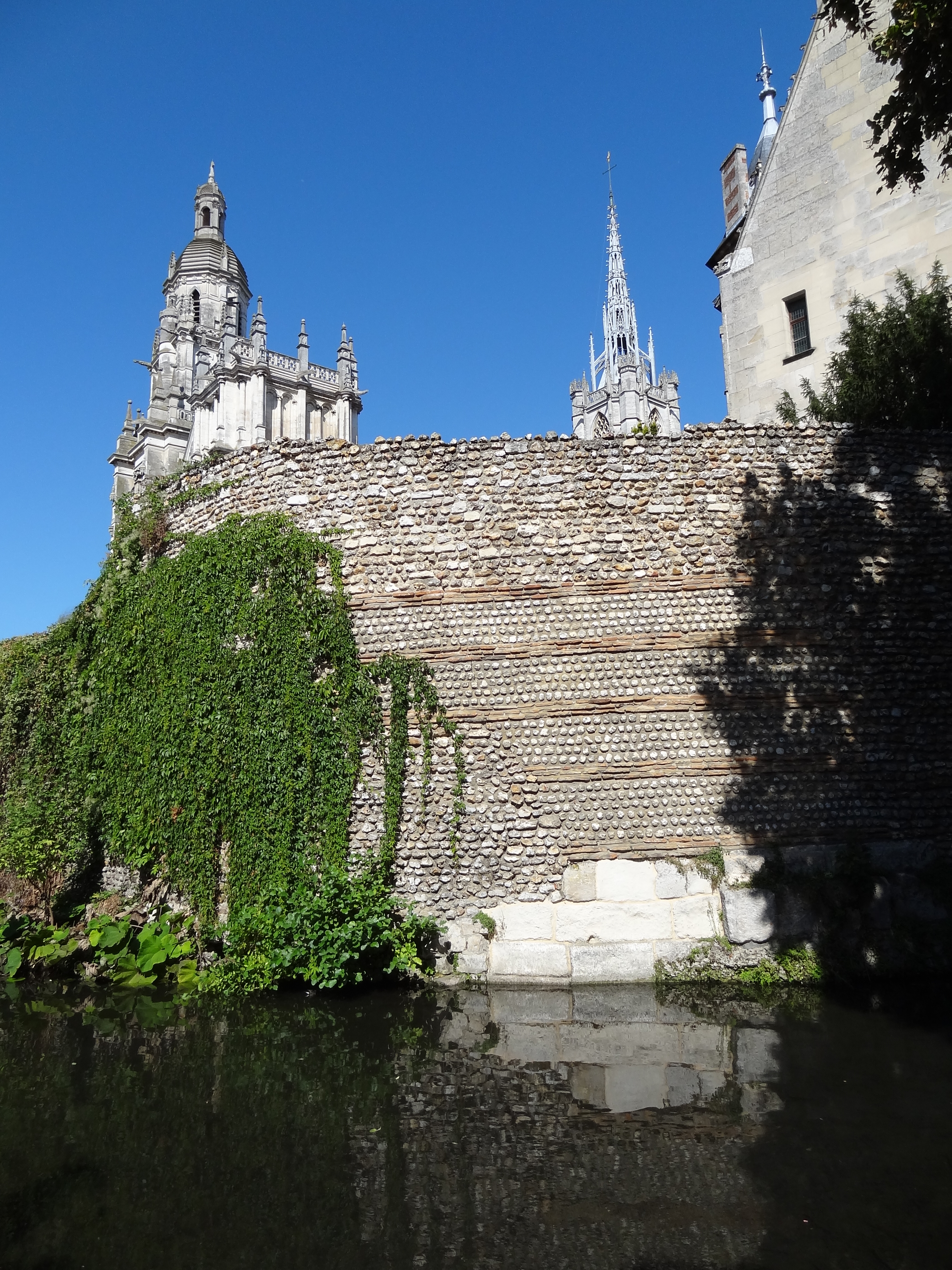
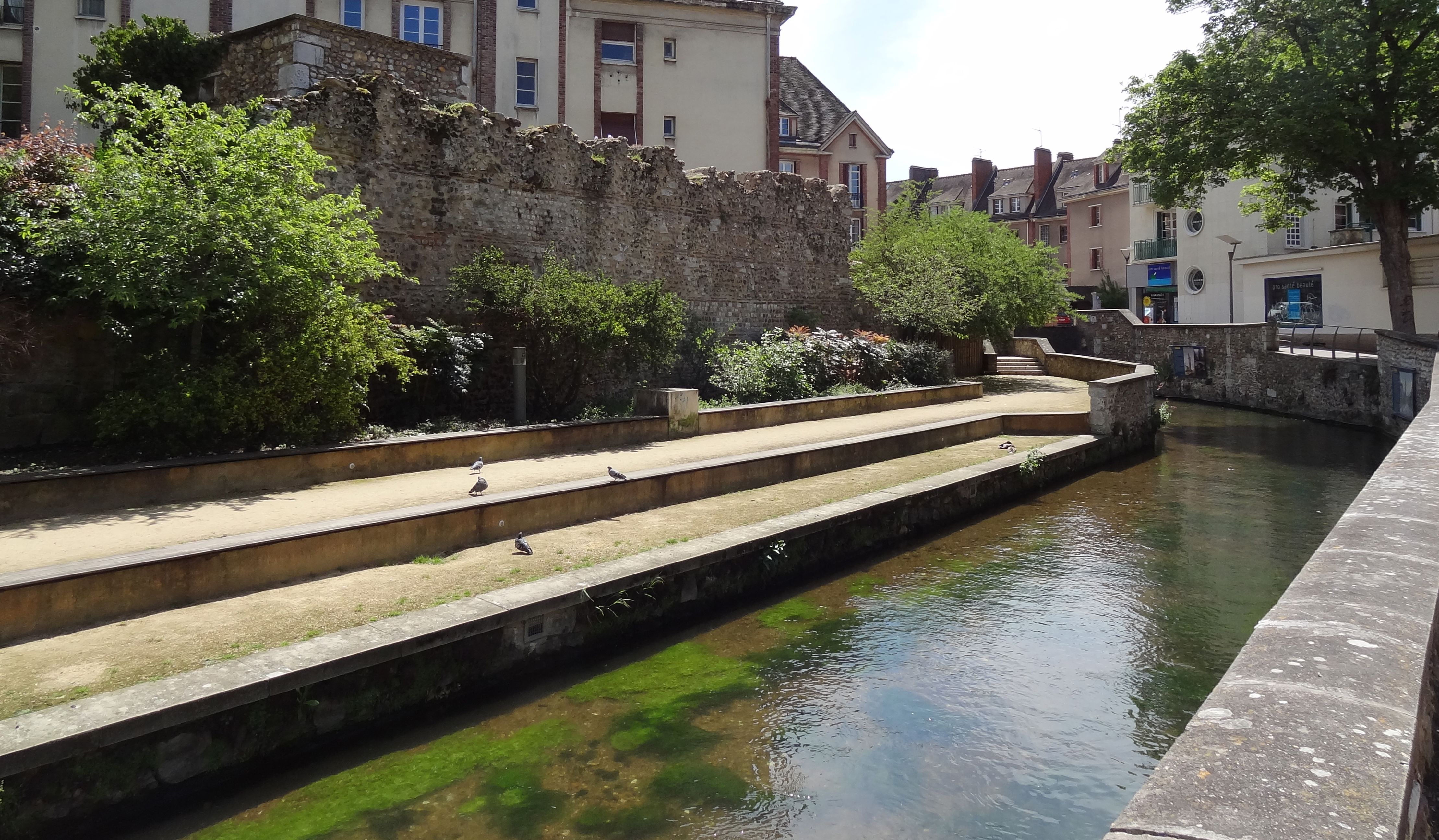

## Historique
À la suite de la conquête des Gaules par Jules César, la tribu des Aulerques Éburovices se donne pour chef-lieu Mediolanum Aulercorum. Comme la plupart des capitales de cités gallo-romaines, la ville possède un forum, des thermes et des temples, se dotant au fur et à mesure de son développement de toute la parure monumentale urbaine qui sied à une ville romaine ; elle se développe sur une superficie d'une cinquantaine d'hectares. La ville se situe par ailleurs à proximité d'une agglomération sanctuaire, Gisacum, située sur la commune actuelle du Vieil-Évreux. Comportant des grands thermes, un théâtre, plusieurs quartiers d'habitation et des temples, Gisacum était probablement un des lieux majeurs de dévotion au sein du territoire des Aulerques Éburovices.
La crise du troisième siècle et les invasions barbares ont souvent été invoquées comme cause de sa construction mais leur rôle exact, direct ou indirect, est difficile à appréhender. Cette fortification peut tout aussi bien faire partie d'une reconversion du programme édilitaire de la ville, qui délaisse les édifices d'agrément — le centre monumental (théâtre, thermes) n'est pas inclus dans le périmètre remparé — au profit d'éléments défensifs prestigieux. Une première tentative de fortification d'une partie de la ville a lieu au IIIe siècle mais l'ouvrage n'est pas terminé quand commence l'édification de l'enceinte gallo-romaine entre la fin du IIIe et le milieu du IVe siècle, datation attestée par la présence de monnaies et de tessons de céramiques laissés sur place lors de la construction . Il mesure 1 145 m de long et délimite un quadrilatère d'environ neuf hectares de surface.
Le rempart est classé au titre des monuments historiques par les arrêtés des 7 août 1941 et 29 octobre 1984 ; les parties non classées sont inscrites par arrêté du 25 novembre 1996.

## Description

### Matériaux utilisés

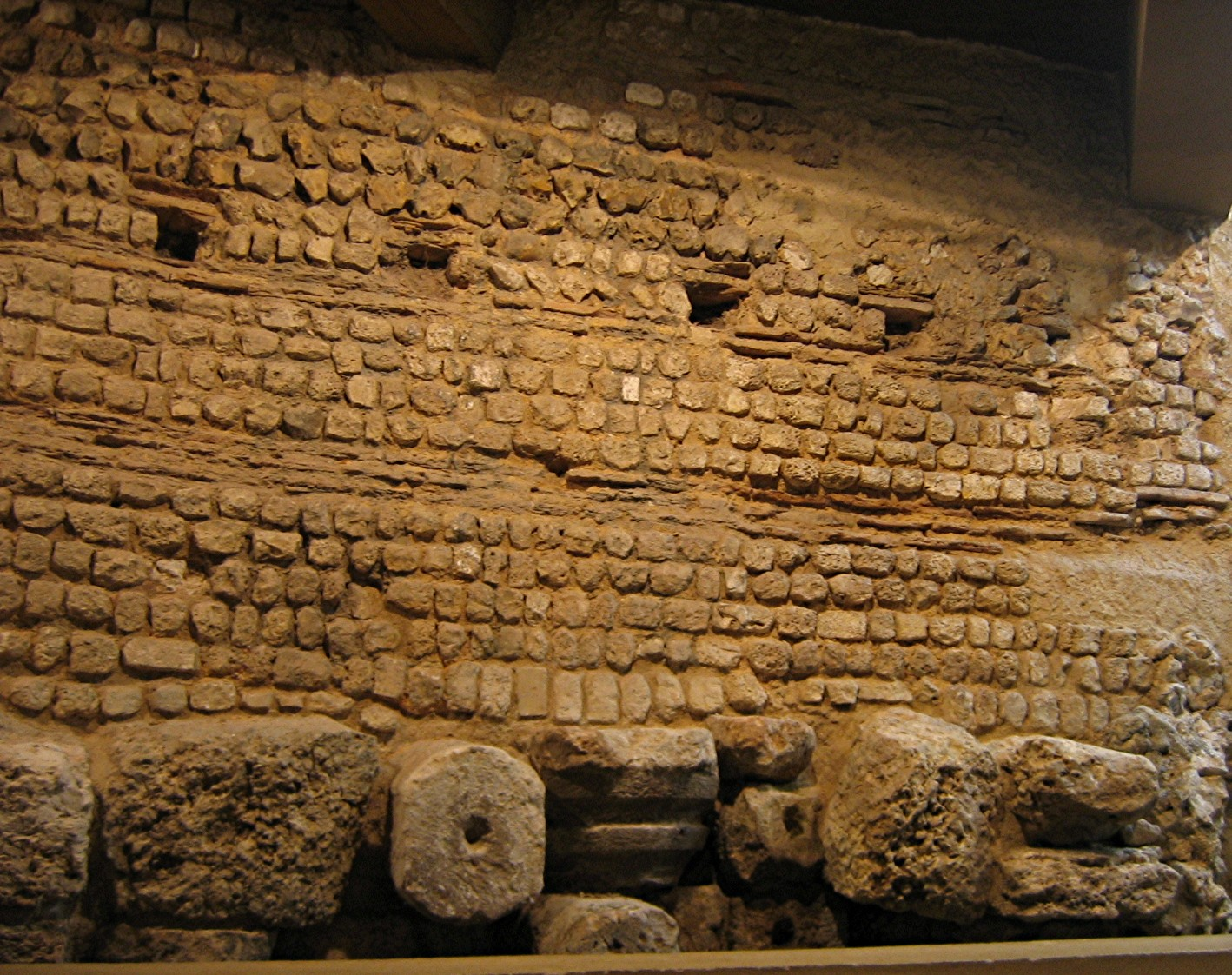
Base du rempart montrant les matériaux de remploi.

Comme beaucoup de remparts tardifs, celui d’Évreux est composé de différents éléments de récupération (fûts de colonnes, blocs sculptés, grand appareil, chapiteaux) issus de spoliations faites aux bâtiments inutilisés de la ville, notamment utilisés dans ses fondations et les premières assises de son élévation, composées de blocs calcaires irrégulièrement arrangés (appareil pseudo-isodome irrégulier), surmontées par un blocage mixte de silex et de moellons de calcaire avec un parement composé de strates de moellons calcaires réguliers, entrecoupé à intervalles réguliers de chaînages en tuiles ou briques. Cet appareillage, qui peut être qualifié d'opus mixtum (opus testaceum et opus caementicium), est assez répandu en Gaule durant l'Antiquité tardive : il est économique, efficace, dissuasif et rapide à mettre en œuvre.

### Courtine

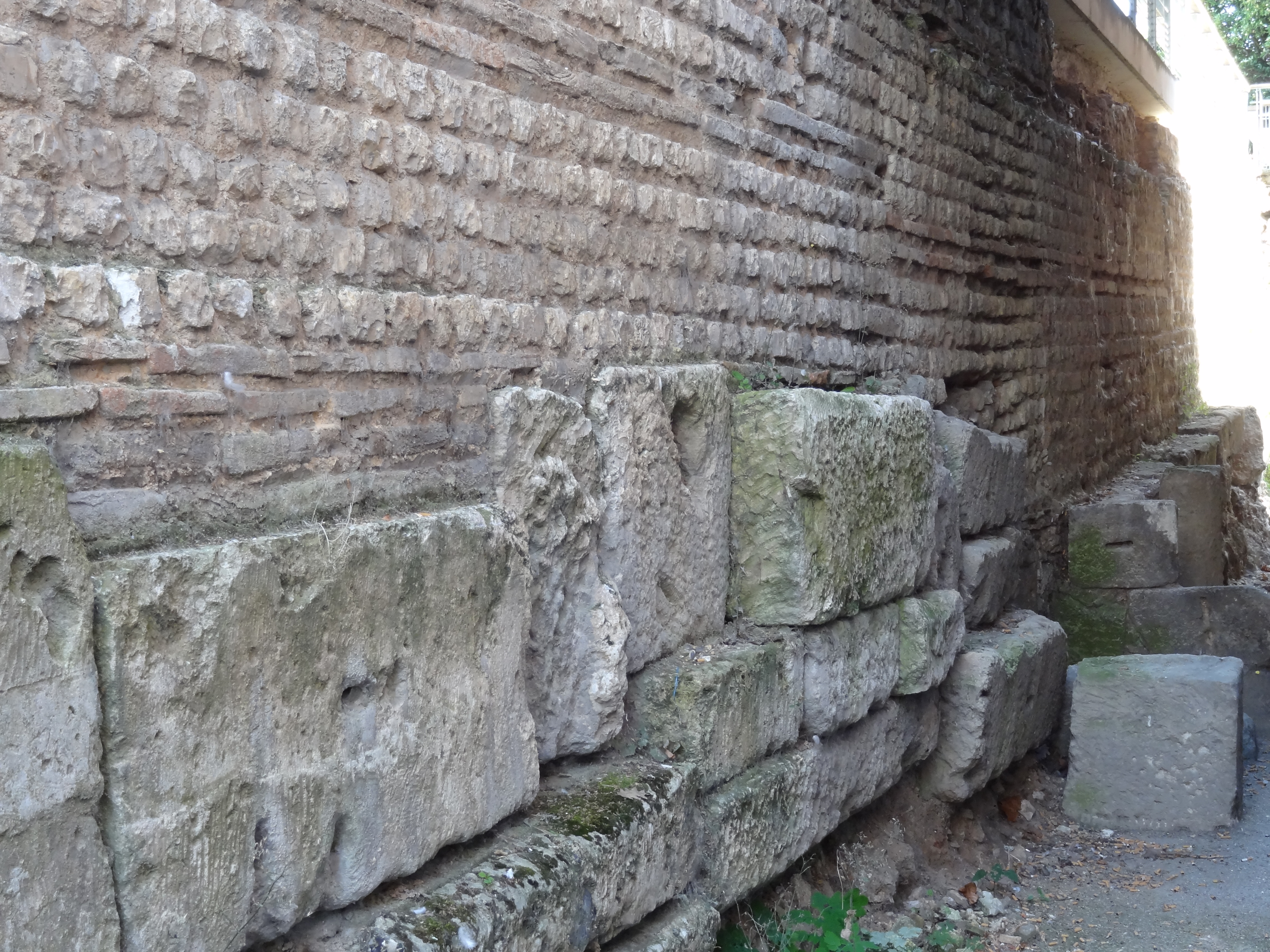
Ressaut de la courtine.

Sa hauteur totale n'est pas connue, les pans conservés les plus élevés mesurant 5,10 m au-dessus des fondations ; à sa base, elle est large de 3,80 m mais sa structure accuse un léger retrait progressif (encorbellement inversé) côté extérieur afin d'améliorer sa stabilité.
L'existence d'un chemin de ronde intérieur, fort probable, ne peut être certifiée, la courtine n'étant pas conservée sur une élévation suffisante ; s'il a existé, sa largeur aurait pu être de 1,50 m. Pour la même raison, il n'est pas possible de savoir si un crénelage couronnait l'enceinte.

### Aménagements
La présence de trois portes (nord, nord-est et sud-ouest) et d'une poterne est pressentie.
Au regard des données disponibles, aucune tour ne semble accompagner la courtine du Bas-Empire, les seuls vestiges retrouvés étant rattachés à la première fortification inachevée.
Un glacis large de 40 m s'étend devant la courtine. Un fossé au pied de cette dernière est attesté au Moyen Âge, mais pas dans l'Antiquité ; il protège les faces sud et est de l'enceinte, les deux autres étant naturellement protégées par l'Iton. Intérieurement, un agger, talus formé par l'accumulation de terre au pied de la courtine, mesure quatre mètres de haut pour une largeur de 7 à 14 m ; il est édifié en même temps que la courtine ou en tout cas moins de 50 ans après elle. La forte pente de sa paroi nécessite la présence d'échelles ou d'escaliers pour accéder à son sommet aplani mais ces dispositifs ne sont pas identifiés. Sa fonction n'est pas définie à Évreux : il s'agit peut-être d'un simple renforcement de la courtine contre des tentatives de sape.

Vue des strates du mur gallo-romain, au niveau de l'allée des Soupirs.
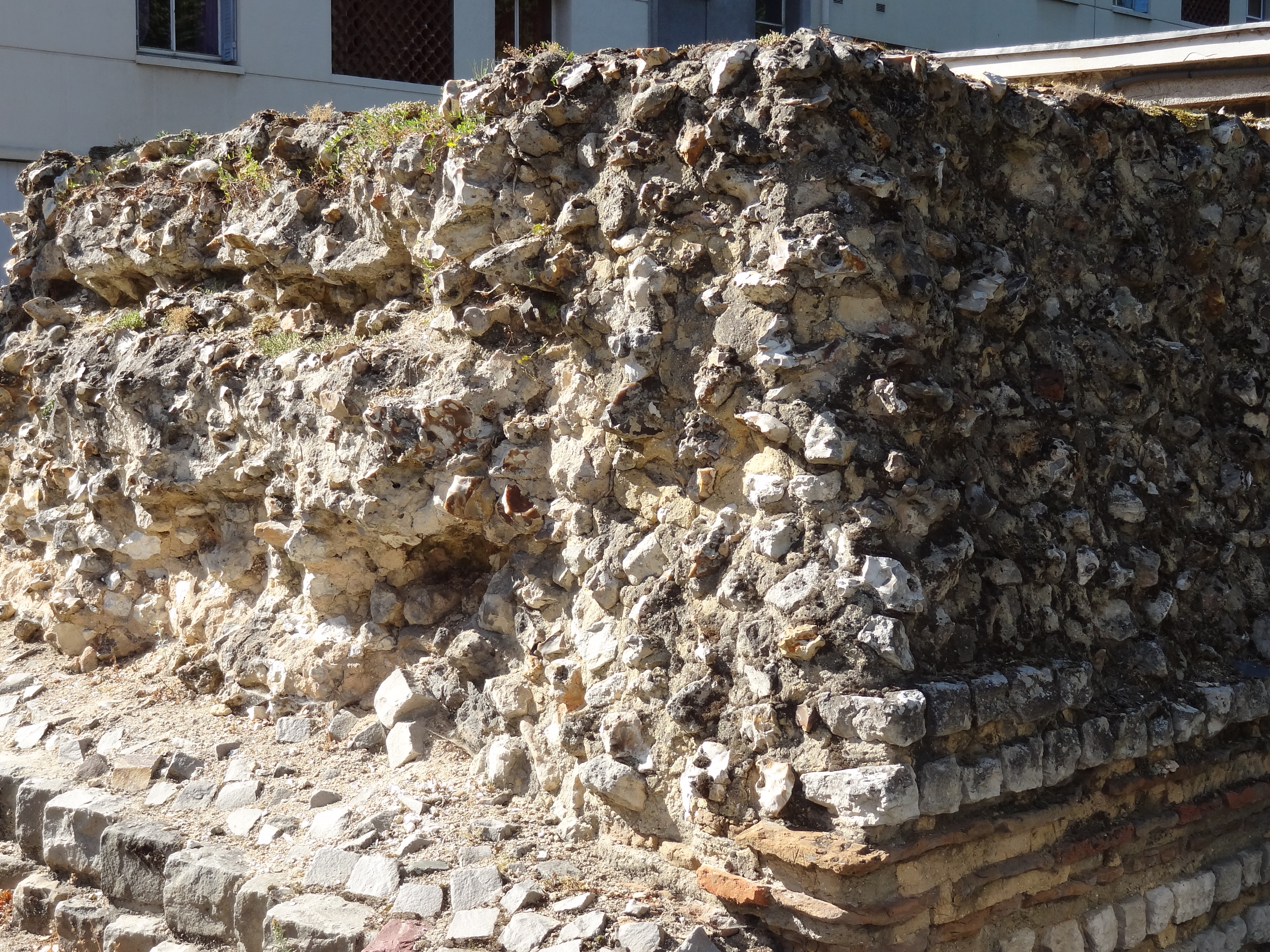
Composition au cœur du rempart.
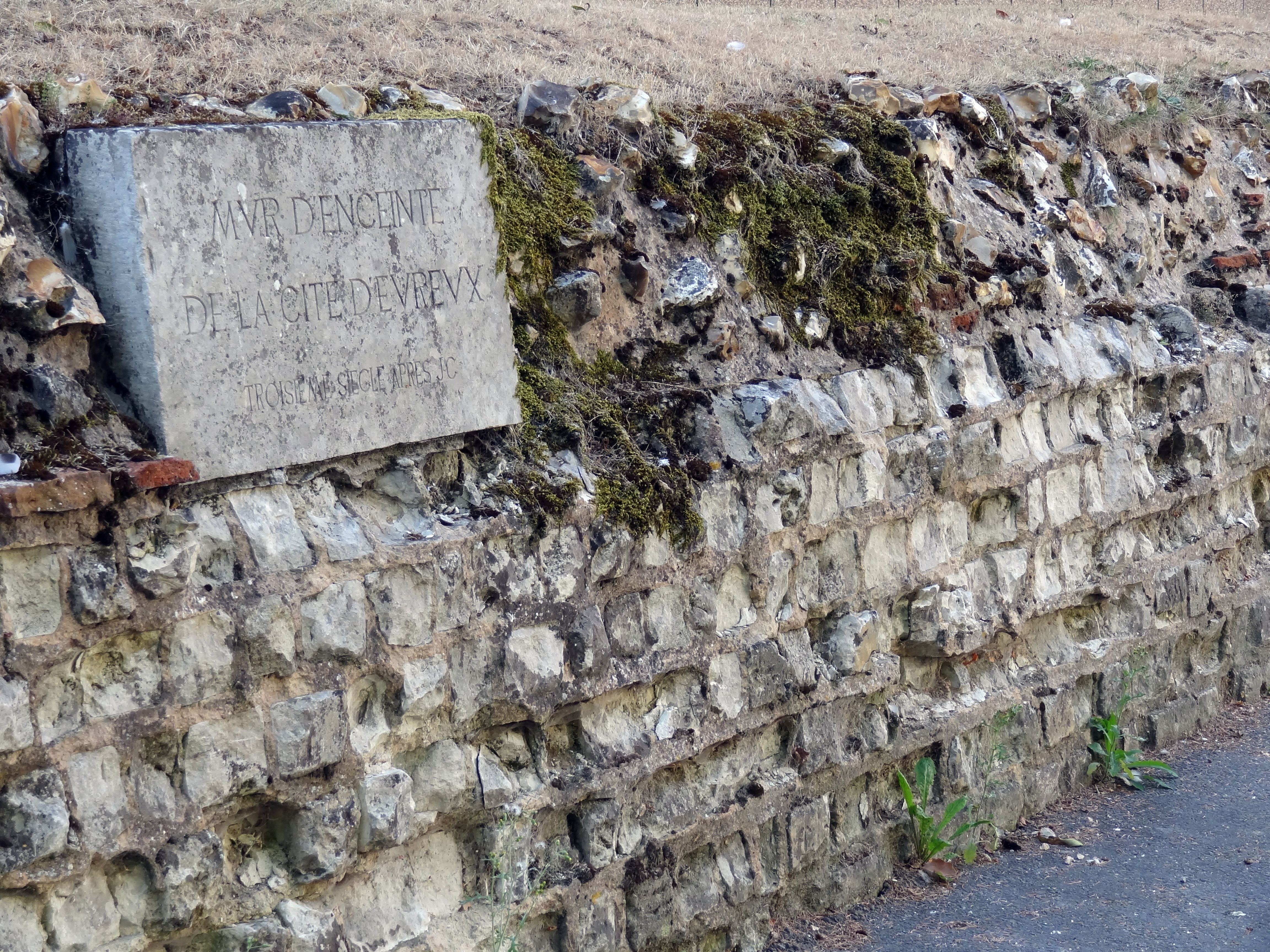
Base en moellons calcaires puis en silex (au niveau de la plaque).
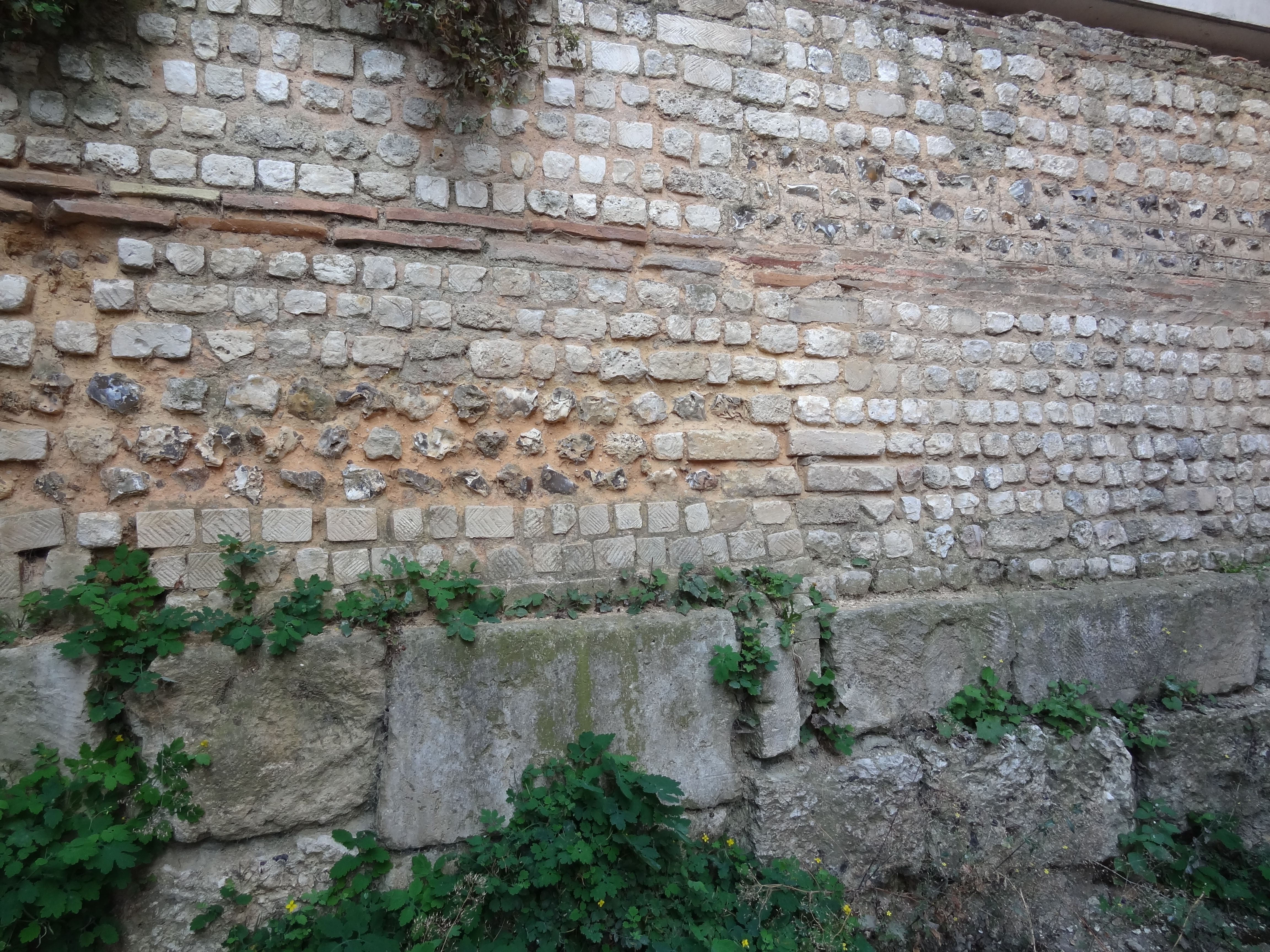
Les différentes strates.